# 道の駅田野駅屋
道の駅田野駅屋（みちのえき たのえきーや）は、高知県安芸郡田野町にある国道55号の道の駅である。

## 概要
2003年（平成15年）7月13日に開駅し、同年8月8日に登録された。土佐くろしお鉄道 ごめん・なはり線 田野駅と隣接し、鉄道駅と道の駅と一体化した構造になっている。
名称は掛詞になっており、「田野へ来ぃや!（田野へ来てね!）」といった願いが込められている。

## 道路
- 国道55号

## 施設
- 駐車場
  - 普通：30台
  - 大型：3台
  - 身障者用：2台
- トイレ
  - 男：6器
  - 女：6器
  - 身障者用：1器
- 公衆電話
- 地場産品等直販コーナー（8:00 - 17:30）
- 多目的広場
- 情報コーナー

## 休館日
- 年中無休

## エフエム高知中芸支局
2013年（平成25年）5月にはエフエム高知が当駅内に中芸支局を設置。同支局内発信の情報番組『We Love Kochi 中芸 四季物語』（ウィー・ラヴ・こうち ちゅうげい しきものがたり）が同年5月7日から放送されている。
| FM高知（Hi-six） 火曜12時台                    | FM高知（Hi-six） 火曜12時台 | FM高知（Hi-six） 火曜12時台 |
| 前番組                                         | 番組名                      | 次番組                      |
| ---------------------------------------------- | --------------------------- | --------------------------- |
| ONCE （11:30 - 12:55） - 12:00まで短縮して継続 | We Love Kochi 中芸 四季物語 | -                           |

## 周辺
- 田野病院
- 田野郵便局
- たのたの温泉[2]
- 岡御殿
- 浜口雄幸旧邸